# Pätschsee
Der Pätschsee ist ein Badegewässer im Landkreis Ostprignitz-Ruppin.
Der See liegt etwa 2 km nordwestlich von Zechlinerhütte unweit der Grenze von Brandenburg zu Mecklenburg. Nach Kleinzerlang sind es 3,8 km, nach Diemitz 4,3 km. Die nächste Stadt ist Rheinsberg. In der Nähe liegen der Tietzowsee (0,7 km), der Ziemssee (1,1 km) und der Zootzensee (1,2 km).
Der See wurde im Jahr 1767 Petsch See erstmals schriftlich erwähnt. Der Name leitet sich von altpolabisch *pĕsek für „Sand“ ab.